# Église de l'Immaculée-Conception de Berdytchiv
L’église de l’Immaculée-Conception est une église intégrée au monastère des Carmes déchaux de Berdytchiv en Ukraine, que l’Église catholique rattache au diocèse de Kiev-Jytomyr. L’église elle-même est dédiée au dogme de l’Immaculée Conception.

## Aperçu historique
Depuis 1991, l'église est à nouveau desservie par les Carmélites. Le 9 juin 1997, le pape Jean-Paul II a consacré à Cracovie une copie de l'icône miraculeuse perdue de Notre-Dame de Berdytchiv (en) (créée par l'artiste cracovienne Bożena Musi-Sowinska), qui a été honorée d'une couronne papale en 1998, et l'église est devenue le sanctuaire diocésain de Notre-Dame de Berdychiv. Celui-ci a été déclaré sanctuaire panukrainien de Notre-Dame du Saint Scapulaire lors de la 38e Conférence des évêques catholiques romains d’Ukraine, le 27 octobre 2011,,. 
La dernière reconstruction a été effectuée en 1997 par la communauté catholique.

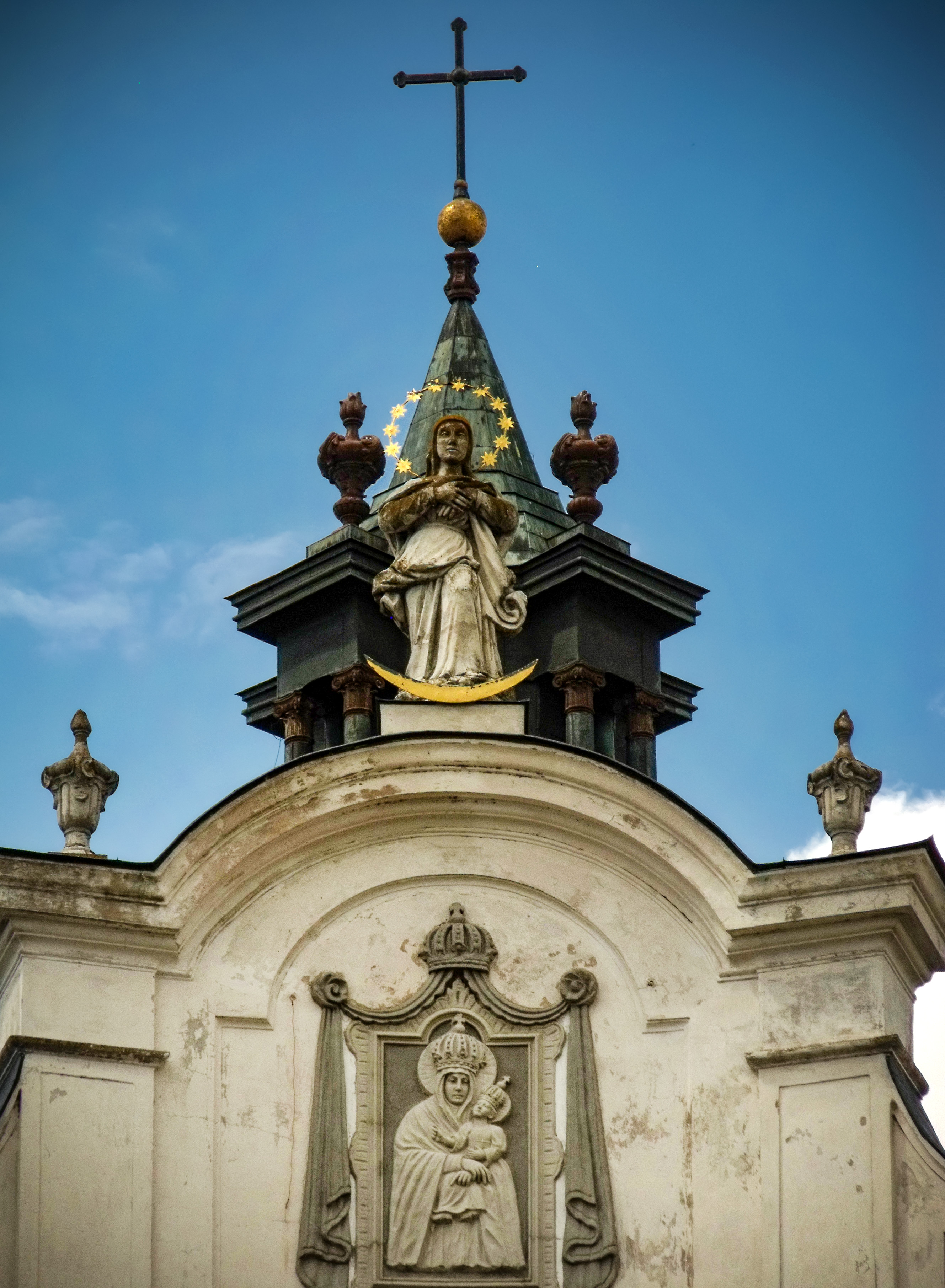
Notre-Dame de Berdytchiv en façade.
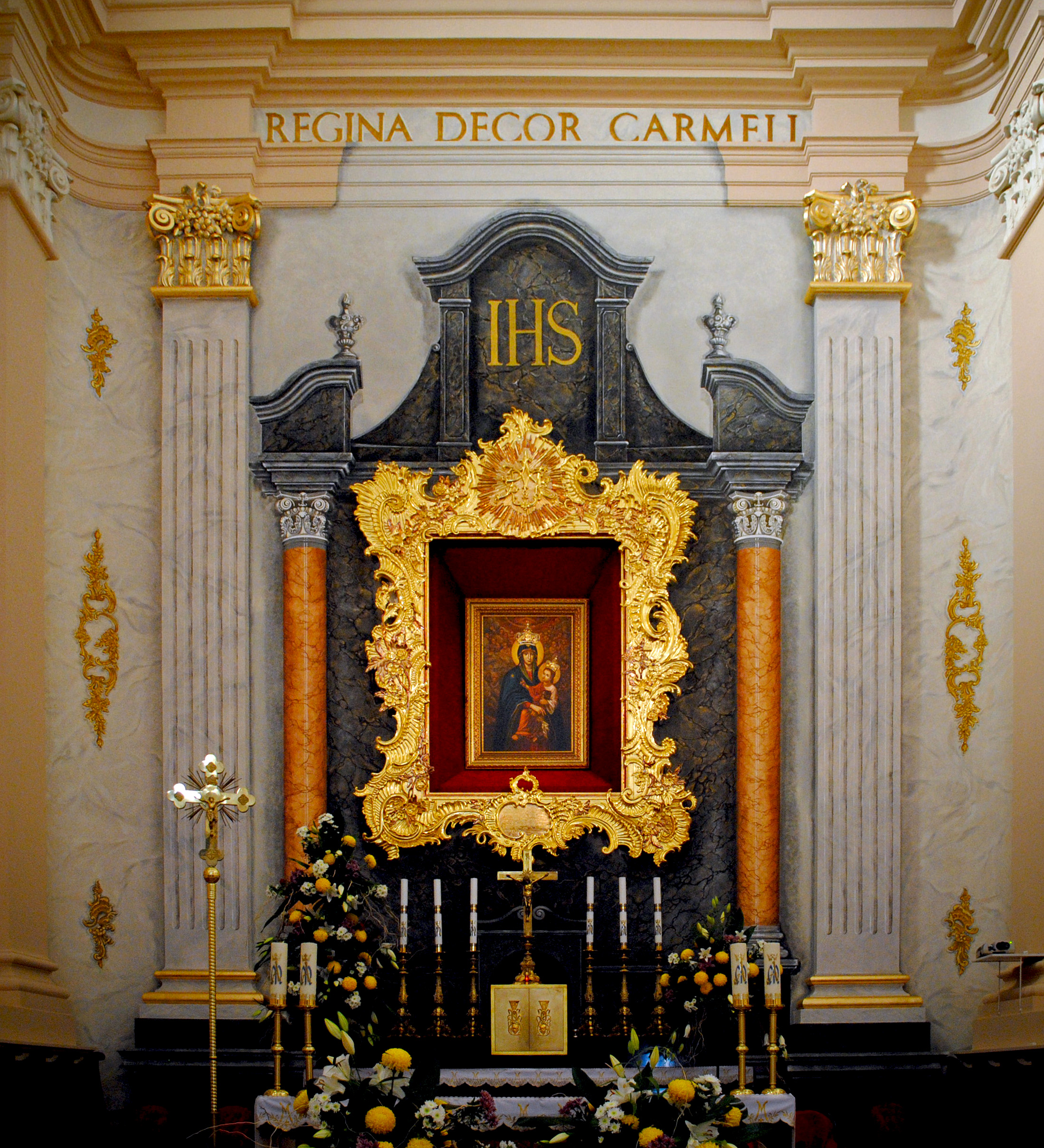
Au maître-autel.